# Андаманские и Никобарские острова
Андама́нские и Никобарские острова́ (хинди अंडमान और निकोबार द्वीप; англ. Andaman and Nicobar Islands) — островная союзная территория в составе Индии. Административный центр и крупнейший город — Порт-Блэр. Население — 379 944 человек (2011).

## География
Площадь 8249 км² (1-е место среди союзных территорий). Территория располагается в юго-восточной части Бенгальского залива Индийского океана. Состоит из двух групп островов (Андаманские острова и Никобарские острова), разделенных проливом Десятого Градуса. Общая численность островов — порядка 570, из них около 550 приходится на Андаманские острова. Обитаемых островов в составе территории всего около 40, в том числе 26 — в Андаманской части.

## Флора и фауна
Более 90% территории островов покрыто тропическими лесами. В них произрастает более 3000 видов древесных растений и трав, а так же более 150 видов папоротников, более 100 видов орхидей, пальмы и тропические фруктовые деревья.
Местами встречаются мангровые заросли. В прибрежных коралловых рифах обитает бесчисленное множество разнообразных рыб и морских змей.
Животный мир местных тропических лесов достаточно богат и насчитывает более 200 видов только млекопитающих, самыми большими из которых являются слоны. Нередки олени и кабаны. В прибрежных районах некоторых островов и на пляжах откладывают яйца гигантские морские черепахи, являющиеся уникальными для данного региона.
На островах функционируют 9 природных парков, которые имеют статус национальных, и более 90 резерватов, в которых флора и фауна охраняются индийскими законами.

## История
Поселения на островах Бенгальского залива существовали в течение нескольких тысячелетий.
Первая английская колония здесь была создана в конце XVIII века, она просуществовала с 1789 по 1796 год. На постоянной основе территория была колонизирована в 1858 году. Во времена британского владычества острова использовались в качестве места ссылки и заключения для индийских повстанцев.
В ходе Второй мировой войны острова были временно захвачены Японией. Управлялись коллаборационистским прояпонским правительством  «Свободной Индии» (1943—1945). После войны они попали под контроль Индии и в 1950 году получили статус союзной территории.

## Политика
Андаманские территории не вмешиваются в дела других штатов Индии.

## Демография
Андаманские и Никобарские острова являются уникальными по своему этническому и генетическому составу. Аборигены Андаманских островов ранее говорили на андаманских языках, не относящихся к известным языковым семьям (почти все они к настоящему времени исчезли), а аборигены Никобарских островов — на никобарских языках австроазиатской семьи, а также на изолированных шомпенских языках.

## Административное деление
Андаманские и Никобарские острова делятся на 3 округа:
| № | Округ                      | Административный центр | Территория, км² | Население, чел. (2011) | Плотность, чел./км² |
| - | -------------------------- | ---------------------- | --------------- | ---------------------- | ------------------- |
| 1 | Никобар                    | Кар-Никобар            | 1841            | 36 819                 | 20,01               |
| 2 | Северный и Средний Андаман | Маябундер              | 3251            | 105 539                | 32,45               |
| 3 | Южный Андаман              | Порт-Блэр              | 2980            | 237 586                | 79,73               |
|   | Всего                      |                        | 8 072           | 379 944                | 47,07               |

## Достопримечательности
Порт-Блэр:
- Антропологический музей;
- Музей леса;
- Морской музей;
- Историческое здание «Сотовой тюрьмы» (национальный мемориал).

Остров Хэйвлок:
- Белоснежные пляжи (самые популярные из них — Виджаянагар и Радханагар);
- Коралловые рифы.

Другие пляжи:
- Карматанг (136 км от Порт-Блэр, северная часть Среднего Андамана).

Остров Диглипур (136 км от Порт-Блэр):
- Песчаный пляж Рамнагар;
- Река Каплонг (пересекает остров, единственная на архипелаге река).

## Галерея
- Тропический лес
- Пляж, Остров Хэвлок
- Большие мангровые деревья на пляже
- Мангровые деревья на пляже, Остров Шахид
- Чидья-Тапу, Южный Андаман
- Лагуна
- Коралловые рифы